# Cascades Makahiku
Les cascades Makahiku són unes cascades de 61 m situades al Haleakalā National Park, a l'illa Maui de Hawaii. Pertany al rierol Ohe'o Gulch. Es poden accedir a les cascades per la Pipiwai Trail.